# 寡鱗淵眼魚
寡鱗淵眼魚，為黑頭魚科的其中一種，為深海魚類，分布於中東大西洋北緯7°32'到10°57'海域，棲息深度0-2100公尺，體長可達32.3公分，棲息在中層水域，生活習性不明。

## 扩展阅读
維基物種上的相關：寡鱗淵眼魚